# Iza Cathy Ambassa
Iza Cathy Ambassa, née le 12 février 2002 à Yaoundé, est une joueuse camerounaise de volley-ball.

## Biographie

### Famille
Iza Cathy Ambassa est de mère calédonienne et de père camerounais.

### Carrière en club
Iza Cathy Ambassa a évolué au club du Volley La Tour du Pin, à l'ASER Volley-ball Rixheim, et à l'Entente Saint-Chamond Volley depuis 2021.

### Carrière en sélection
Iza Cathy Ambassa est convoquée en équipe du Cameroun féminine de volley-ball pour un stage de préparation en décembre 2019  à Cracovie avant d'honorer sa première cape internationale le 5 janvier 2020 contre le Botswana lors du tournoi de qualification africain pour les Jeux olympiques d'été de 2020 ; les Camerounaises échouent à se qualifier pour les Jeux avec une deuxième place dans ce tournoi se déroulant à Yaoundé .
Elle remporte avec l'équipe du Cameroun féminine de volley-ball le Championnat d'Afrique féminin de volley-ball 2021.